# Oratorio di Santa Barbara (Ferrara)

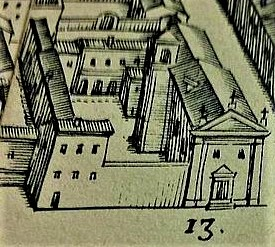
Il Conservatorio di Santa Barbara nel 1747

L'ex oratorio di Santa Barbara è un edificio religioso situato a Ferrara in angolo fra corso della Giovecca e via Mortara.

## Storia
L'oratorio venne costruito nel 1572 dall'Arciduchessa Barbara d'Austria, seconda moglie di Alfonso II d'Este. In seguito venne trasformato in chiesa e consacrato nel 1611 dal vescovo Giovanni Fontana
La chiesa era annessa al conservatorio di Santa Barbara che servì per dare un alloggio alle fanciulle rimaste senza casa in seguito al terremoto di Ferrara del 1570.
Al suo interno si trovavano la Madonna col Bambino in gloria fra le sante Orsola e Barbara venerata dalle zitelle e la Decollazione di san Giovanni Battista di Giuseppe Mazzuoli. Tutta la quadreria di cui la struttura era dotata si trova presso in deposito presso i Musei di Arte Antica e Storico Scientifici del comune di Ferrara.
Nel 1950 l'edificio fu sconsacrato e adibito a vari usi fra cui quello di palestra.